# Game Jolt
Game Jolt — платформа для видео-игр, геймеров и создателей контента, выкладывающих свои игры. На сайте уже есть более 1,644,492 игр. Game Jolt был основан Япраком и Дэвидом ДеКармином. Game Jolt часто используется для создания постов, подобно тому, как это делается в Twitter.

## История
Дэвид начал разработку Game Jolt в 2002 году в возрасте 14 лет. Его цель состояла в том, чтобы создать платформу для геймеров, где новые инди-игры можно было бы легко находить и быстро играть, а также где можно было бы предоставлять обратную связь непосредственно разработчикам, позволяя им продолжать улучшать свои игры. На момент запуска в июле 2004 года Game Jolt включал в себя систему аккаунтов, игровые форумы, чат и большую базу игр, загруженных с разрешения авторов.
В декабре 2008 года в Game Jolt был добавлен портал для распространения игр на Flash, Unity и Java. А в феврале 2013 года в Game Jolt была добавлена поддержка браузерных HTML5 игр.. В апреле 2013 года в общедоступную бета-версию была выпущена система выравнивания пользователей, включающая GJAPI, трофеи и рекорды, а также в качестве активности на сайте для получения «EXP» (очки опыта).
В первом квартале 2014 года был выпущен сервис Game Jolt Jams, позволяющий создавать свои гейм-джемы на главном сайте Game Jolt В 2015 году, был выпущена новая версия сайта, которая отличается адаптивным дизайном, автоматическим подбором как игр, так и статей с новостями об играх, который оценивает, насколько недавно игра была загружена и насколько она популярна («hot»), а также параметры фильтрации игр по платформе, возрастному ограничению и статус разработки.
В январе 2016 года Game Jolt выложил исходный код сайта и клиента на GitHub под лицензией MIT.
В апреле 2016 года был анонсирован онлайн магазин. Он был выпущен в мае, что позволило разработчикам продавать свои игры на сайте.
В январе 2022 года Game Jolt внезапно запретила размещать на сайте игры для взрослых, заявив в электронном письме разработчикам, что сайт стал «платформой для социальных сетей», и им «пришлось принимать решения относительно направления и будущего бренда, который теперь включено удаление размещенных игр с явно взрослым контентом». А в твиттере заявил: «Game Jolt — это платформа с большой аудиторией в возрасте 13-16 лет. Наши пользователи попросили нас убраться, и вот мы здесь».
В ноябре 2014 года был анонсирован гейм-джем под названием «Инди-разработчики против ПьюДиПая», в сотрудничестве с популярным ютубером Феликсом «ПюДиПаем» Киджеллбергом. Разработчикам дали выходные (21-24 ноября) на создание игры на тему «забавно играть, интересно смотреть», которая соответствовала бы развлекательному стилю «летсплей». После этого пользователи могли оценивать записи до 1 декабря, когда были подсчитаны баллы. Призом в топ-10 игр по рейтингу стал Феликс, играющий в игры на своем канале в качестве средства продвижения для разработчиков, хотя позже он играл и другие игры.
Game Jolt вёл сотрудничество с Феликсом, Jacksepticeye и Markiplier чтобы выпустить «Инди-разработчики против Геймеров» в июле 2015 года. Требования к играм были: это должна быть аркадная игра, использующая таблицу лидеров GJAPI и игры должна быть сделана с 17 по 20 июля. в игры из «топ 5» сыграли партнёры на своих YouTube-каналах.

## API
Game Jolt Application Programming Interface (более известен как GJAPI) может использовать любой разработчик использующий платформу для создания игр с поддержкой HTTP и MD5 или SHA-1. С помощью Game Jolt API можно:
- Создавать таблицы лидеров, которые собирают рекорды игроков и размещают их на их профиле и дают им EXP[28]
- Награждать игроков трофеями, которые начисляют их профилям EXP.[28]
- Синхронизировать игровой процесс с базой данных Game Jolt[29]

## Соревнования
Game Jolt провёл множество официальных конкурсов по разработке игр с различными требованиями и наградами. «Конкурсы» отличаются от «джемов». Конкурс на Game Jolt относится к соревнованию, в котором у разработчиков есть единственная тема, которой должна следовать их игра, если они участвуют в соревновании, и упорядоченный субъективный выбор лучших игр определяется либо на основе оценки персонала, либо, в случае двух недавних соревнований Инди-разработчики против, общественное голосование. Однако у джема нет требований, а есть только необязательная тема, которая может оцениваться или не оцениваться, но без призов для победителей.

### Конкурсы
| Дата                             | Тема | Место                 | Место                     | Место                                       |
| Дата                             | Тема | 1-е                   | 2-е                       | 3-е                                         |
| -------------------------------- | --- | --------------------- | ------------------------- | ------------------------------------------- |
| 13—21 июля 2009 г.               | Shocking (Шокирующий)                                                                                                | ShockMaze             | Infidels                  | Shocker: The Electrifying Hero              |
| 1—31 августа 2009 г.             | Axiom (Аксиома) | Raimond Ex            | Paul Moose In Space World | No Longer Apart                             |
| 1—7 ноября 2009 г.               | Minimal (Минимализм)                                                                                                 | Spectrum Wing         | Saut                      | Fetus                                       |
| 24—25 January 2010               | Rogue (Негодяй) | Super Space Rogues    | Tower Climb               | Flood the Chamber                           |
| 1—8 июля 2010 г.                 | Indie Game Demake (Демейк инди-игры)                                                                                 | Warning Foregone      | Sulkeis                   | Saucelifter 8-bit                           |
| 1—8 июля 2010 г.                 | Invention Contest (Конкурс Изобретений)                                                                              | Fire With a Riot      | Bun Dun                   | Monica                                      |
| 16 января — 14 февраля 2011 г.   | Music Interpretation (Музыкальная Интерпретация)                                                                     | Je Suis Le Diable     | Rhythmical                | Jeremy                                      |
| 20 августа — 24 сентября 2011 г. | Fear (Страх) | The Room              | Fragments of Fear         | Nyctophobia                                 |
| 1—11 марта 2013 г.               | Chaos (Хаос) | Void Rogue            | Blues for Mittavinda      | Stellar Zero                                |
| 9—18 марта 2013 г.               | Party (Вечеринка) | Quantum Party Crasher | Super Clean Clean         | Party Run                                   |
| 21—24 ноября 2014 г.             | Fun to play and watch (Indies vs PewDiePie) (Забавно играть, интересно смотреть (Инди-разработчики против ПьюДиПая)) | Lord of the Horde     | Kid VS School             | DANCE!DANCE! PewDiePie                      |
| 17—20 июля 2015 г.               | High scores (Indies VS Gamers) (Рекорды (Инди-разработчики против Геймеров))                                         | Racket Boy            | Sushido                   | Super Nanny Sleepytime Ultra HD Alpha Omega |

### Джемы
Джемы проходят по выходным. В отличие от конкурсов здесь нет темы — только работа над новыми играми или WIP (Work in progress). Разработчикам предлагается вести прямую трансляцию, публиковать скриншоты и твитить обо всем, что они разрабатывают, при этом в конце не определяются победители.

## День дурака
С 2015 года Game Jolt делает объявления в День дурака, часто выпуская новые функции сайта, которые остаются доступными и после 1 апреля.
| Год  | Анонс                                         |
| ---- | --------------------------------------------- |
| 2021 | Voice chat (Голосовой чат)                    |
| 2020 | Stickers (Стикеры)                            |
| 2019 | Stajoltia (Стайолтиа)                         |
| 2018 | Dark mode (Тёмный режим)                      |
| 2017 | Redlight & Indie.AF (Красный свет и Indie.AF) |
| 2016 | Retro Jolt                                    |
| 2015 | Actual Reality (Нынешняя реальность)          |